# Championnat d'Arménie de baseball
Le championnat d'Arménie de baseball se tient depuis 1994. Il réunit l'élite des clubs arméniens sous l'égide de l'ABL. Le premier champion fut le BC Taron Vanadzor.

## Palmarès
- 1994. BC Taron Vanadzor
- 1995. BC Taron Vanadzor
- 1996. HBC Gugark Darpas
- 1997. HBC Gugark Darpas
- 1998. Dodgers Stepanavan
- 2000. Vanadzor
- 2002. BC Taron Vanadzor
- 2004. BC Taron Vanadzor
- 2005. HBC Gugark Darpas
- 2006. HBC Gugark Darpas